# 滝観洞インターチェンジ
滝観洞インターチェンジ（ろうかんどうインターチェンジ）は、岩手県気仙郡住田町上有住字大洞にある釜石自動車道（仙人峠道路）のインターチェンジである。

## 接続道路
岩手県道167号釜石住田線：当インターチェンジが接続する出入口は遠野方面と釜石方面で別々になっており、逆走防止のため入口は赤、出口は青でそれぞれ色分けされている。

## 概要
2008年（平成20年）3月16日に国道283号バイパス「仙人峠道路」のインターチェンジとして供用開始。起点と終点の出入り口のみを備えていた仙人峠道路の中間点に3つ目の出入り口として開設され、住田町内からの直接乗り入れを可能とした。管理・避難用道路として整備されていた箇所を改修し、仙人峠道路開通の一年後に通常のインターチェンジへと格上げしたものである。正式名称を滝観洞とすることは、2007年（平成19年）12月19日に発表された。
当インターチェンジ（IC）の開設により、住田町上有住地区から岩手県立釜石病院への救急搬送の収容時間（通報から病院収容までの時間）は半減し、救急出動による住田町内の救急車不在時間も平均1時間短縮された。
また供用開始の半月ほど前に、近接するJR上有住駅近くの鍾乳洞・滝観洞が全長3,635メートル以上、高低差115メートルにおよぶ日本屈指の巨大洞窟であることが判明したこともあり、当ICの開通は『岩手日報』紙で大々的な特集が組まれ、滝観洞への観光客数は開通から2カ月で約5,800人、半年で1万人を越え、年間では前年2007年の年間9,100人に対してその1.9倍に達した。

### 釜石自動車道の全線開通
2019年（平成31年） 3月、仙人峠道路の両端に接続する「釜石自動車道（東北横断自動車道釜石秋田線）」の遠野IC - 遠野住田IC区間、釜石仙人峠IC - 釜石JCT（ジャンクション）区間の開通（全線開通）にともない、仙人峠道路は釜石自動車道の一部となったため、当ICは現在、釜石自動車道の第7番目のインターチェンジとして案内されている。

## 周辺
- 滝観洞・白蓮洞 - 当ICより2分の位置にある観光鍾乳洞
- JR東日本釜石線上有住駅

## 隣
E46 釜石自動車道（仙人峠道路）
(6) 遠野住田IC - (7) 滝観洞IC - (8) 釜石仙人峠IC